# Chengdong (socken i Kina, Shandong, lat 36,49, long 117,87)
Chengdong (kinesiska: 城东, 城东街道) är en socken i Kina. Den ligger i provinsen Shandong, i den östra delen av landet, omkring 80 kilometer öster om provinshuvudstaden Jinan.
Genomsnittlig årsnederbörd är 840 millimeter. Den regnigaste månaden är juli, med i genomsnitt 284 mm nederbörd, och den torraste är januari, med 7 mm nederbörd.